# Marc Fleurbaey
Marc Fleurbaey, nacido el 11 de octubre de 1961 a Mesnil-Raoul (Departamento Seine-Maritime, en la región de Normandía, en Francia), es un economista Francés especializado en economía del bienestar y economía normativa. Investigador y enseñante desde 1994 en Francia, a Reino Unido y a Estados Unidos, es Robert E. Kuenne Profesor de economía y de asuntos públicos en la universidad de Princeton desde 2011. Ha sido igualmente titular de la chaire Economía del bienestar al Colegio de estudios mundiales. Ha sido administrador del Instituto nacional de la estadística y de los estudios económicos de 1986 a 1994.
Es el uno de los representantes actuales los más conocidos de la economía del bienestar. Entre sus mayores contribuciones, Fleurbaey ha desarrollado el campo de estudio en torno a la noción de la responsabilidad en ciencias económicas, nombrada "la economía de la responsabilidad". Es conocido sobre todo para sus trabajos pioneros en las propiedades de la economía del bienestar, de la justicia económica, de las desigualdades sociales, del progreso social y de la elección social. Sus aportaciones en filosofía son igualmente de primer plan, en particular en ética normativa, filosofía política y filosofía económica. 
Entre sus compromisos públicos, ha sido miembro de la Comisión Stiglitz sobre la medida de la prestación económica y del progreso social, commissionnée por el presidente de la República. Ha sido por otra parte coordinador principal para el quinto informe evaluador (2014) del Grupo de expertos intergouvernemental sobre la evolución del clima (GIEC). Acaba de coordinar el Panel Internacional sobre el Progreso Social (IPSP), reagrupando más de 300 investigadores de economía y de ciencias sociales. Entre los miembros figuran varios Premios Nobels de economía, cuya Amartya Sen, Kenneth Arrow y James Heckman. #Poder igualmente citar el economista Anthony Atkinson, el sociólogo Manuel Castells, el sociólogo y filósofo Edgar Morin, el economista Michael Llevar, y la filósofa Nancy Fraser.

## Biografía

### Formación
Marc Fleurbaey es diplomado del ENSAE ParisTech (1986), de un dominio de filosofía de la Universidad París Nanterre (1991) y de un doctorat en ciencias económicas de la Escuela de los Elevados Estudios en Ciencias Sociales (1994). 

### Carrera
Marc Fleurbaey es desde 2011 Robert E. Kuenne Profesor de economía y de asuntos públicos Archivado el 12 de abril de 2019 en Wayback Machine. a la Woodrow Wilson School of Público and Internacional Affairs a la universidad de Princeton. Es igualmente investigador miembro de los centros de investigaciones  la University Center for Human Validas, del Center for Health and Well-Being, del William S. Dietrich II Economic Theory Center y del Princeton Medioambiental Institute.
Antes, ha sido administrador del Insee, Profesor de economía a la Universidad de Cergy-Pontoise, a la Universidad de Pau, a la Universidad París-Descartes, Director de investigación al CNRS y es desde 2011. 
Ha sido profesor invitado en la Universidad de California a Davis (septiembre de 1991-de julio de 1992), la Universidad de Osnabrück (abril de 1993), al CORE de la universidad católica de Lovaina-la-Nueva (octubre de 1993, febrero de 2006, mayo de 2008, 2009, 2010, 2011), la universidad alicantina (mayo de 1996), al Havens Center de la universidad de Wisconsin (marzo de 1998), a la universidad de Hitotsubashi (enero de 1999, 2000, marzo de 2006, enero de 2008, septiembere de 2009), a la escuela de economía de Noruega (mayo de 2001), al ZiF de la universidad de Bielefeld (noviembre de 2001), a la universidad de Montreal (abril de 2002), al Nuffield College de la universidad de Oxford (de octubre de 2004 a junio de 2005). Ha sido también Lachmann Fellow (2006-2008) y profesor invitado (2009-2010) a la London School of Economics. 
Marc Fleurbaey ha sido redactor en jefe de Economics & Philosophy y es actualmente redactor en jefe de Social Choice and Welfare, dos de las principales revistas en economía del bienestar y en filosofía política.

## Compromisos en el debate público
Marc Fleurbaey es un investigador comprometido en la vida pública. Sus compromisos se han concretado en sus funciones de consejeros al Banco mundial, al Organización de las Naciones Unidas y al OCDE, por sus contribuciones a varias comisiones e informes nacionales e internacionales y sus intervenciones regulares en los medios de comunicación que implican asuntos de sociedad ligada al bienestar, al progreso social, a las políticas públicas y al cambio climático. 

### Informes y Comisiones

#### Panel Internacional sobre el Progreso Social (IPSP)
Fleurbaey ha codirigido el Panel Internacional sobre el Progreso Social (IPSP), reagrupando más de 300 investigadores de economía y de ciencias sociales. El IPSP invita a volver a pensar la sociedad a la XXI°S y propone una nueva visión del progreso social en un mundo mondialisé y interconnecté. El Panel ha dado lugar a dos publicaciones : el informe del IPSP y un manifiesto, ambos construidos en una perspectiva interdisciplinaire. Entre sus numerosos compromisos públicos los más saludados, ha sido miembro de la Comisión Stiglitz sobre la medida de la prestación económica y del progreso social, commissionnée por el presidente de la República francesa. Ha sido por otra parte coordinador para el quinto informe evaluador (2014) del Grupo de expertos intergouvernemental sobre la evolución del clima (GIEC). Acaba de dirigir el Panel Internacional sobre el Progreso Social (IPSP), reagrupando más de 300 investigadores de economía y de ciencias sociales. Entre los miembros del comité de apadrinamiento figuran varios Premios Nobels de economía, cuya Amartya Sen, Kenneth Arrow y James Heckman. #Poder igualmente citar Anthony Atkinson, economista especialista de las desigualdades y profesora de economía a Oxford, Manuel Castells, socióloga y lauréat del Premio Holberg, Edgar Morin, sociólogo y filósofo y Michael Llevar, economista y profesor de estrategia a Harvard.

#### Comisión Stiglitz-Sen-Fitoussi
Fleurbaey ha sido miembro de la Comisión Stiglitz-Sen-Fitoussi sobre la medida de la prestación económica y del progreso social. Es titulada oficialmente « Comisión sobre la medida de las prestaciones económicas y del progreso social ». El objetivo de esta Comisión es de desarrollar una « reflexión sobre los medios de escapar a un enfoque demasiado cuantitativo, demasiado contable de la medida de nuestras prestaciones colectivas » y de elaborar nuevos indicadores de riqueza. #Poder resumir las principales precognizaciones del informe salido de la comisión que sigue las economistas Didier Blanchet, M. Clerc, M. Gaini: 
"La comisión ha privilegiado sobre todo en sus trabajos el carácter multidimensionnel del bienestar. No ha propuesto de cuadro de borde todo constituido, pero su informe puede leerse así como una esquisse de las grandes líneas a seguir durante la construcción de un tal cuadro de borde. Este dossier presente las principales enseñanzas que se puede tirar de de una comparación entre Francia y algunos países asimismo nivel desarrollador, al aune de los criterios retenidos por la comisión Stiglitz. La utilización de indicadores alternativos de nivel de vida conducida a algunas reclassements entre países pero sin verdaderamente poner causa el avance aparente de Estados Unidos. Los indicadores de condiciones de vida hacen aparecer en cambio contrastes bien más marcados en las propiedades de la salud, de la educación, de los riesgos de paro y de pobreza o de seguridad. Las contribuciones de los diferentes países al problema de soutenabilité climático varían del mero al triple. Con respecto a la soutenabilité económica, el indicador propuesto por la comisión sugiere que queda tendanciellement asegurada, pero con un margen de seguridad bastante débil en varios países".

### Publicaciones en los medios de comunicación
Fleurbaey publica regularmente en diferentes medios de comunicación nacionales e internacionales, en franceses y en ingleses, tales que la edición francesa del Huffington Puesto, la edición estadounidense del Huffington Puesto, Le Monde, Liberación,, La vida de las ideas, La Cruz, Project Syndicate, la edición francesa de The Conversación, la edición estadounidense de The Conversación, The American Prospect, sobre el blog LSE US Centre’s daily blog se American Politics and Policy y sobre el blog World Economic Foro. Ha dado igualmente entrevistas a Nonfiction.fr, El Periódico de Catalunya, La República de Pirineo. Sus trabajos son igualmente regularmente citados en los medios de comunicación, por ejemplo recientemente en Liberación en lo relativo a la IPSP.

## Premio y distinciones
- 2016: Doctor honoris causó de la Universidad Católica de Lovaina[24]
- 2014: Premios de la Revista económica[25]

### Principales Libros
Marc Fleurbaey es el autor de varias labores de referencia: 
- Marc Fleurbaey y al., Un manifiesto para el progreso social, El Descubrimiento, 2018; ISBN-10: 2348041758
- Marc Fleurbaey, Matthew Adler, The Oxford Handbook of Well-Being and Público Policy, Oxford University Press, 2016; ISBN-10: 9780199325818
- Marc Fleurbaey, Didier Blanchet, Beyond GDP: Measuring Welfare and Assessing Sustainability, Oxford University Press, 2013; ISBN-10: 019976719
- Marc Fleurbaey, François Maniquet, Equality of Opportunity: The Economics of Responsibility, World Scientific edición, 2012, préface por el premio Nobel de economía Eric Maskin; ISBN-10: 9814368873
- Marc Fleurbaey, François Maniquet, HA Theory of Fairness and Social Welfare, Cambridge University Press; ISBN-10: 9780511851971

### Principales artículos
Una selección de artículos de Marc Fleurbaey entre los plus recientes y los más citados hoy, según Google scholar: 
- Adler, M., & Fleurbaey, M. (2018). In Pursuit Of Social Progress. Economics & Philosophy, 34(3), 443-449.
- Fleurbaey, M., & Maniquet, F. (2018). Óptimo income tasación theory and principles of fairness. Journal of Economic Literature, 56(3), 1029-79.
- Fleurbaey, M. (2010). Assessing risky sociales situaciones. Journal of Political Economy, 118(4), 649-680.
- Fleurbaey, M. (2009). Beyond GDP: The quest for ha measure of social welfare. Journal of Economic literature, 47(4), 1029-75.
- Fleurbaey, M., & Schokkaert, E. (2009). Unfair inequalities in health and health care. Journal of health economics, 28(1), 73-90.
- Fleurbaey, M., & Maniquet, F. (2006). Fair income tax. The Review of Economic Studies, 73(1), 55-83.
- Fleurbaey, M. (1995). Equal opportunity ahora bien equal social outcome?. Economics & Philosophy, 11(1), 25-55.
- Fleurbaey, M. (1995). Equality and responsibility. European Economic Review, 39 (3-4), 683-689.
- Página de Marc Fleurbaey, Woodrow Wilson School of Público and Internacional Affairs, Universidad de Princeton Archivado el 12 de abril de 2019 en Wayback Machine.
- Página de Marc Fleurbaey sobre Google Scholar
- Página de Marc Fleurbaey sobre el website de la FMSH Archivado el 14 de abril de 2019 en Wayback Machine.
- — PDF CV de Marc Fleurbaey
- — PDF Informe Comisión Stiglitz (en inglés, 292 páginas)
- — PDF Resumido del Informe del Panel Internacional sobre el Progreso Social (en inglés, 70 páginas)

- Datos: Q28933491
- Multimedia: Marc Fleurbaey / Q28933491